# Maria Teresa Elisabetta d'Asburgo-Lorena
Maria Teresa Elisabetta Filippa Luisa Giuseppina Giovanna d'Asburgo-Lorena, arciduchessa d'Austria (Vienna, 20 marzo 1762 – Vienna, 23 gennaio 1770), era la figlia primogenita dell'imperatore Giuseppe II e di Isabella Maria di Parma, figlia del duca di Parma Filippo I.

## Biografia

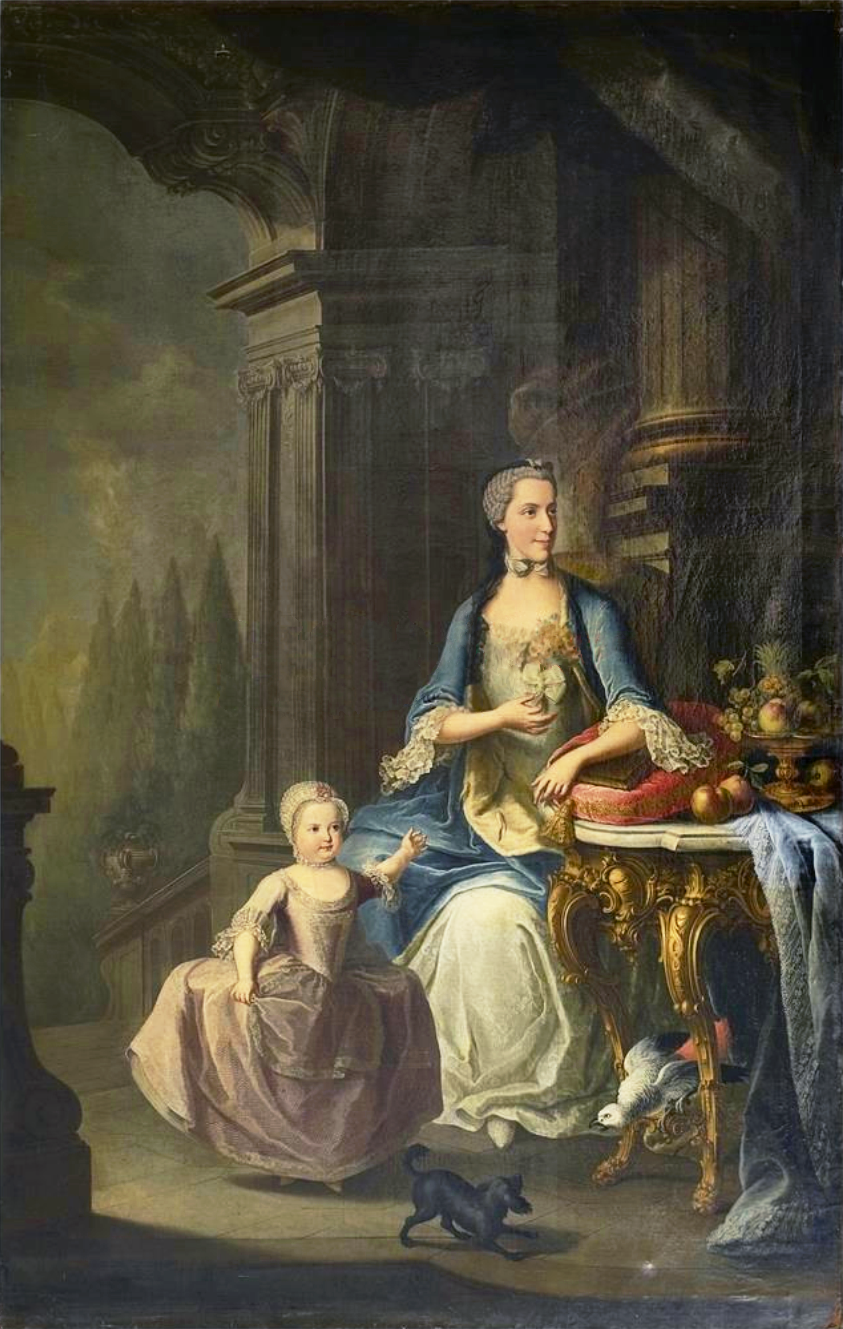
Ritratto di Isabella di Borbone-Parma e di sua figlia Maria Teresa Elisabetta, scuola di Martin van Meytens, 1768 circa, Heeresgeschichtliches Museum, Vienna

### Infanzia
Maria Teresa era la prima figlia dell'arciduca ereditario e re dei Romani Giuseppe d'Austria e della principessa italiana Isabella di Borbone-Parma. I suoi genitori si sposarono a Vienna il 16 ottobre 1760; alla fine del 1761 Isabella rimase incinta e il 20 marzo 1762 diede alla luce una figlia, che fu battezzata Maria Theresia Elisabeth Philippine Louise Josephe Johanna (Isabella ebbe in totale cinque gravidanze e subì tre aborti spontanei durante i suoi tre anni di matrimonio col marito).
Da parte di madre, Maria Teresa era la nipote dei re borbonici Filippo V di Spagna e Luigi XV di Francia; discendeva anche dal re di Polonia Stanislao Leszczyński e da molte altre nobili famiglie polacche, tra cui i Czartoryski. Da parte di padre fu la prima nipote di Maria Teresa d'Austria e di Francesco I del Sacro Romano Impero.

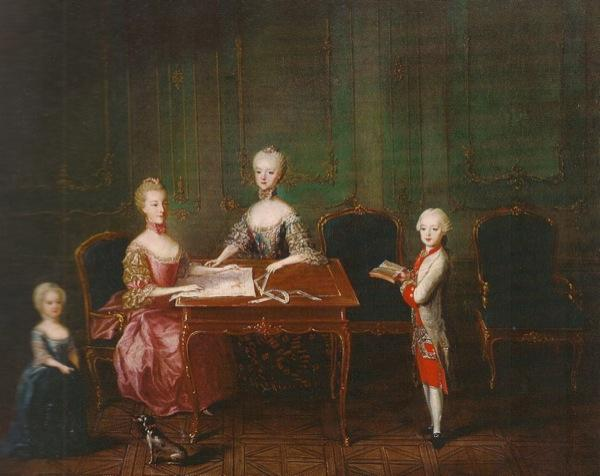
Da sinistra a destra, l'arciduchessa Maria Teresa, l'arciduchessa Maria Carolina, l'arciduchessa Maria Antonietta e l'arciduca Massimiliano, dipinto di Martin van Meytens, 1763, Deutsches Historisches Museum, Berlino

Sua madre, che soffriva di vaiolo, ebbe un altro parto drammatico il 22 novembre 1763 con la nascita della sorella Maria Cristina, che visse solo due ore. La morte della piccola arciduchessa e le conseguenze della sua stessa malattia scossero Isabella di Parma a tal punto che seguì nella morte la figlia il 27 novembre. A quel tempo Maria Teresa aveva un anno e mezzo. Suo padre era inconsolabile e trovò rifugio nella figlia neonata, che definì il suo "secondo sé".
Solo una settimana prima della sua morte aveva rappresentato il regno della nonna Maria Teresa per mezzo del teatro dei burattini. Il pubblico era composto da suo padre, l'imperatore Giuseppe II e sua zia, di soli sette anni più grande di lei, Maria Antonia, arciduchessa, poi delfina e infine regina di Francia, che in quel periodo stava preparandosi al matrimonio con il delfino di Francia Luigi Augusto.

### Morte
A pochi mesi dal suo ottavo compleanno, l'arciduchessa Maria Teresa si ammalò di pleurite. Suo padre, a quel tempo imperatore del Sacro Romano Impero, fece tutto ciò che era in suo potere per salvarla e assistette al suo capezzale anche di notte. Tuttavia, la medicina a quel tempo era scarsamente sviluppata e l'arciduchessa Maria Teresa morì il 23 gennaio 1770 per una febbre molto alta. Suo padre aveva il cuore spezzato. Quando Johann Joseph von Khevenhüller dovette disturbare Giuseppe per prendere disposizioni per il funerale, l'imperatore, con le lacrime agli occhi, gli disse "che aveva perso, per così dire, la sua unica consolazione e piacere".

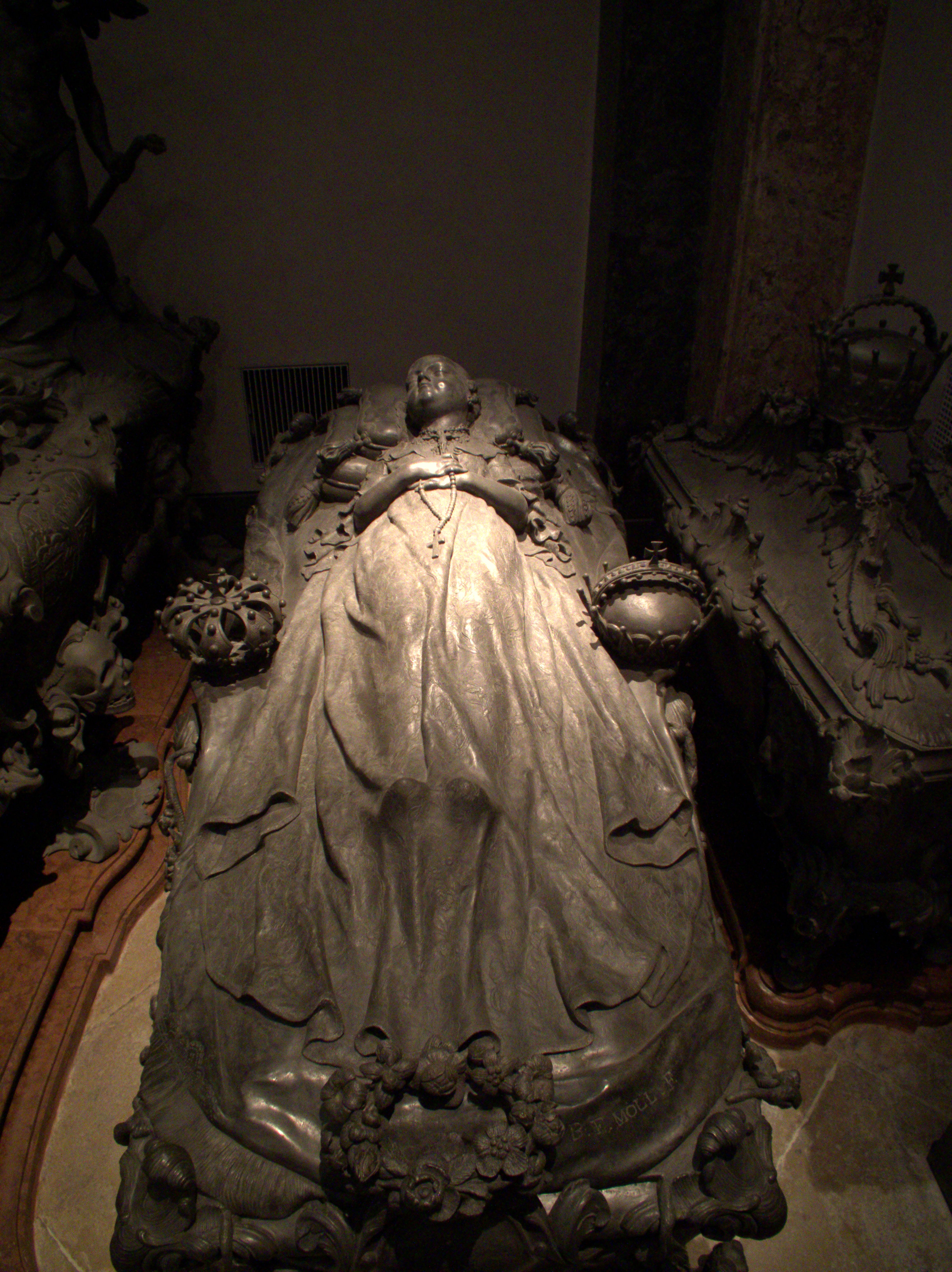
La tomba dell'arciduchessa Maria Teresa Elisabetta nella cripta del Convento dei Cappuccini di Vienna

Di seguito sono riportati estratti da una lettera di Giuseppe II alla governante di sua figlia, Christine Philippine Élisabeth von Trazegnies, marchesa d'Herzelles, scritta poche ore dopo la morte della bambina.
Se la decenza me lo permettesse, sarebbe solo con voi che mi libererei del dolore che... trafigge la mia anima. Ho smesso di essere padre: è più di quanto possa sopportare. Nonostante la mia rassegnazione, non posso fare a meno di pensare e dire ogni momento: “O mio Dio, restituiscimi mia figlia, restituiscimela.". Sento la sua voce, la vedo. Sono rimasto sbalordito quando è caduto il terribile colpo. È stato solo dopo essere entrato nella mia stanza che ne ho sentito l'orrore totale, e continuerò a sentirlo per il resto della mia vita poiché mi mancherà in tutto ...

Essendo l'unico erede di mia figlia, ho appena dato l'ordine... di tenere solo i suoi diamanti. [Dovete avere tutto il resto.] Una cosa che vi chiederei di regalarmi è la sua vestaglia bianca ricamata a fiori, e alcuni suoi scritti...
La morte della sua unica e tanto idolatrata figlia rafforzò la crescente misantropia di Giuseppe II e finì col renderlo un lavoratore compulsivo. Si dice che dopo la sua morte, per Giuseppe la vita perse di significato; per molti anni ancora tenne conservati i suoi vestiti e le sue scarpe.
La piccola arciduchessa fu il secondo dei nipoti di Maria Teresa a morire, dopo la sorella minore. Fu sepolta nella Cripta Imperiale, come i suoi genitori e la matrigna Maria Giuseppa di Baviera.
La sua tomba è costituita da un'effigie che rappresenta la giovane arciduchessa che dorme su un letto, coperta da una coperta, con le mani rivolte verso il cielo in segno di preghiera e circondata dalla Corona di Santo Stefano e dal tocco arciducale.

## Ascendenza
|                                 |                     |                                               | Genitori                              |  |  | Nonni |  |  | Bisnonni           |  |  | Trisnonni         |  |
|                                 |                     |                                               |                                       |  |  |       |  |  | Leopoldo di Lorena |  |  | Carlo V di Lorena |  |
|                                 |                     |                                               |                                       |  |  |       |  |  | Leopoldo di Lorena |  |  | Carlo V di Lorena |  |
|                                 |                     | Eleonora Maria Giuseppina d'Austria           |                                       |  |  |       |  |  | Leopoldo di Lorena |  |  |                   |  |
| Francesco I di Lorena           |                     |                                               |                                       |  |  |       |  |  | Leopoldo di Lorena |  |  |                   |  |
|                                 |                     | Elisabetta Carlotta di Borbone-Orléans        | Filippo I di Borbone-Orléans          |  |  |       |  |  |                    |  |  |                   |  |
|                                 |                     | Elisabetta Carlotta di Borbone-Orléans        | Filippo I di Borbone-Orléans          |  |  |       |  |  |                    |  |  |                   |  |
|                                 |                     | Elisabetta Carlotta di Borbone-Orléans        | Elisabetta Carlotta di Baviera        |  |  |       |  |  |                    |  |  |                   |  |
| Giuseppe II d'Asburgo-Lorena    |                     | Elisabetta Carlotta di Borbone-Orléans        |                                       |  |  |       |  |  |                    |  |  |                   |  |
|                                 |                     | Carlo VI d'Asburgo                            | Leopoldo I d'Asburgo                  |  |  |       |  |  |                    |  |  |                   |  |
|                                 |                     | Carlo VI d'Asburgo                            | Leopoldo I d'Asburgo                  |  |  |       |  |  |                    |  |  |                   |  |
|                                 |                     | Carlo VI d'Asburgo                            | Eleonora del Palatinato-Neuburg       |  |  |       |  |  |                    |  |  |                   |  |
| Maria Teresa d'Austria          |                     | Carlo VI d'Asburgo                            |                                       |  |  |       |  |  |                    |  |  |                   |  |
|                                 |                     | Elisabetta Cristina di Brunswick-Wolfenbüttel | Luigi Rodolfo di Brunswick-Lüneburg   |  |  |       |  |  |                    |  |  |                   |  |
|                                 |                     | Elisabetta Cristina di Brunswick-Wolfenbüttel | Luigi Rodolfo di Brunswick-Lüneburg   |  |  |       |  |  |                    |  |  |                   |  |
|                                 |                     | Elisabetta Cristina di Brunswick-Wolfenbüttel | Cristina Luisa di Oettingen-Oettingen |  |  |       |  |  |                    |  |  |                   |  |
| Maria Teresa Elisabetta         |                     | Elisabetta Cristina di Brunswick-Wolfenbüttel |                                       |  |  |       |  |  |                    |  |  |                   |  |
|                                 | Filippo V di Spagna | Luigi, il Gran Delfino                        |                                       |  |  |       |  |  |                    |  |  |                   |  |
|                                 | Filippo V di Spagna | Luigi, il Gran Delfino                        |                                       |  |  |       |  |  |                    |  |  |                   |  |
|                                 | Filippo V di Spagna | Maria Anna di Baviera                         |                                       |  |  |       |  |  |                    |  |  |                   |  |
| Filippo I di Parma              | Filippo V di Spagna |                                               |                                       |  |  |       |  |  |                    |  |  |                   |  |
|                                 |                     | Elisabetta Farnese                            | Odoardo II Farnese                    |  |  |       |  |  |                    |  |  |                   |  |
|                                 |                     | Elisabetta Farnese                            | Odoardo II Farnese                    |  |  |       |  |  |                    |  |  |                   |  |
|                                 |                     | Elisabetta Farnese                            | Dorotea Sofia di Neuburg              |  |  |       |  |  |                    |  |  |                   |  |
| Maria Isabella di Borbone-Parma |                     | Elisabetta Farnese                            |                                       |  |  |       |  |  |                    |  |  |                   |  |
|                                 |                     | Luigi XV di Francia                           | Luigi di Borbone-Francia              |  |  |       |  |  |                    |  |  |                   |  |
|                                 |                     | Luigi XV di Francia                           | Luigi di Borbone-Francia              |  |  |       |  |  |                    |  |  |                   |  |
|                                 |                     | Luigi XV di Francia                           | Maria Adelaide di Savoia              |  |  |       |  |  |                    |  |  |                   |  |
| Elisabetta di Borbone-Francia   |                     | Luigi XV di Francia                           |                                       |  |  |       |  |  |                    |  |  |                   |  |
|                                 |                     | Maria Leszczyńska                             | Stanislao Leszczyński                 |  |  |       |  |  |                    |  |  |                   |  |
|                                 |                     | Maria Leszczyńska                             | Stanislao Leszczyński                 |  |  |       |  |  |                    |  |  |                   |  |
|                                 |                     | Maria Leszczyńska                             | Caterina Opalińska                    |  |  |       |  |  |                    |  |  |                   |  |
|                                 |                     | Maria Leszczyńska                             |                                       |  |  |       |  |  |                    |  |  |                   |  |

## Titoli, trattamento, onorificenze e stemma

### Titoli e trattamento
- 20 marzo 1762 - 23 gennaio 1770: Sua Altezza Reale l'Arciduchessa Maria Teresa Elisabetta d'Austria, principessa reale d'Ungheria e Boemia